# سیارک ۱۱۹۴۱
سیارک ۱۱۹۴۱ (به انگلیسی: 11941 Archinal، نامگذاری:1993KT1) یازده هزار و نهصد و چهل و یکمین سیارک کشف شده‌است که در ۲۳ مه ۱۹۹۳ کشف شد.
قدر مطلق سیارک برابر ۱۴٫۰۰ است.